# Елица
Елѝца (на гръцки: Ελίτσα) е малко крайбрежно селище на изток от Пилио в Тесалия на брега на Егейско море. Намира се на 50 км североизточно от Волос, на около 8 км северно от Загора и на 3 км от Пури.
Селището е регистрирано като самостоятелно през 2001 година.